# Киянченко, Михаил Степанович
Михаи́л Степа́нович Киянченко (1898, Севастополь, Таврическая губерния — 24 января 1920, Севастополь, Таврическая губерния) — участник севастопольского подполья в годы Гражданской войны .

## Биография

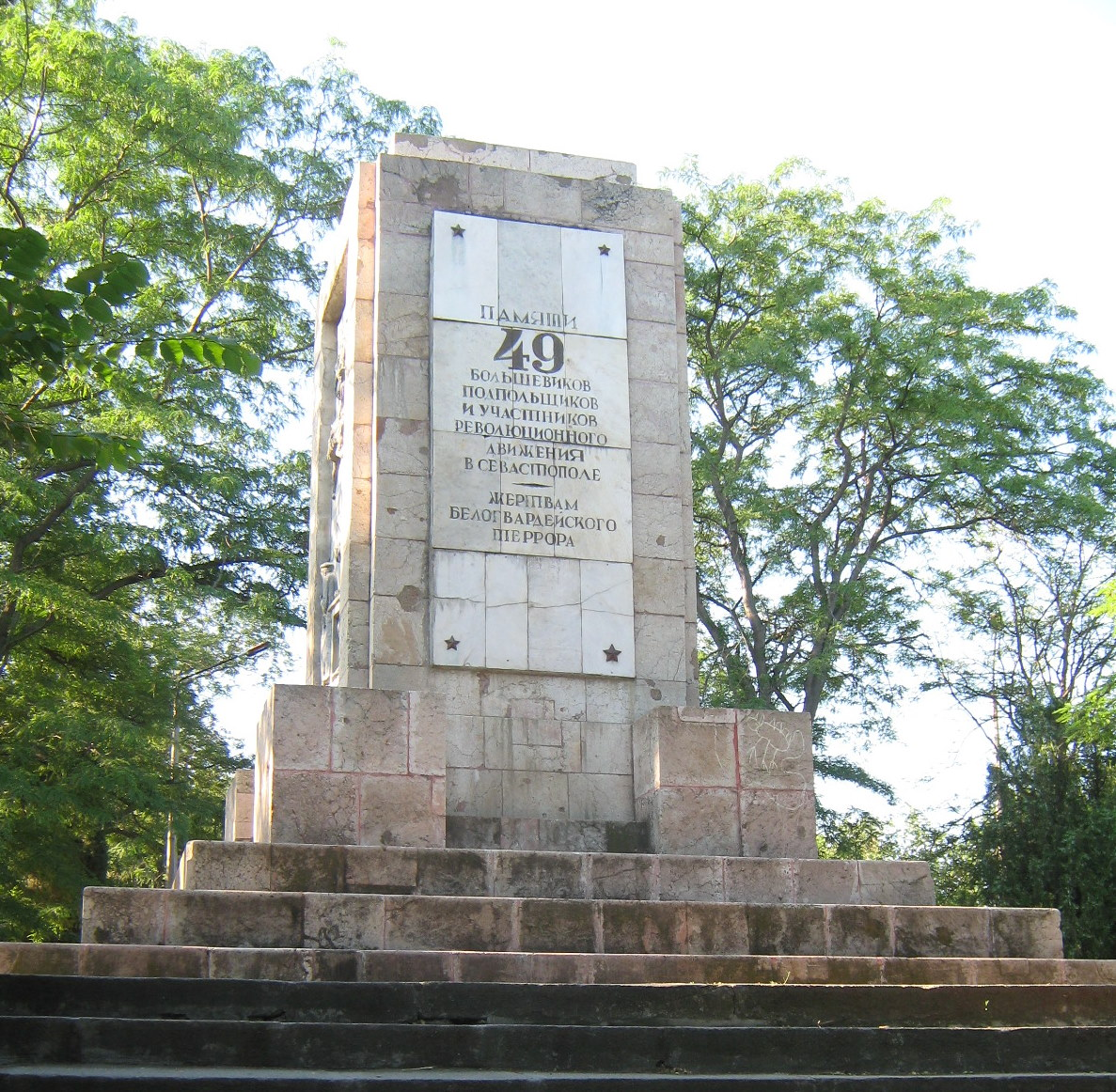
Памятник 49 коммунарам.

Родился в 1898 году Севастополе в семье матроса. В конце 1918 году брал активное участие в работе городской партийной организации. На Второй цыганской улице, в доме, где жил Киянченко, была конспиративная квартира подпольного большевистского комитета. Во время мятежа Н. И. Орлова большевики планировали собственное выступление в тылу ВСЮР. В ночь с 20 на 21 январе 1920 года по старому стилю по доносу предателя, некого Василий Микалова, присутствующие на явке члены комитета, в том числе и М. С. Киянченко, были арестованы контрразведкой флота ВСЮР. 23 января 1920 года Владимира Макарова и его товарищей по заговору судили военным судом. В. В. Макарова и еще 8 человек (в том числе Киянченко) приговорили к расстрелу и казнили, еще одного арестованного по этому делу (некоего Иодловича) оправдали. В советской кратной версии Киянченко приговорили к смертной казни и после пыток в ночь на 24 января 1920 года казнили, труп сбросили в море.
Останки Михаила Киянченко после Гражданской войны были перезахоронены у южных ворот на кладбище Коммунаров в Севастополе в братской могиле. В 1937 году на ней по проекту скульпторов С. С. Карташева и Л. С. Смерчинского, архитектора М. А. Садовского воздвигнут памятник 49 коммунарам высотой 6.5 метров.
Надпись на памятнике (фрагмент):
Расстреляны 24 января 1920 г.
- Макаров В. В.
- Бунаков А. Н.
- Севастьянов И. А.
- Шулькина Л. Х.
- Киянченко М. С.
- Ашевский И. И.
- Вайнблат И. М.
- Иоффе М. З.
- Ключников (Крючков) С. С.

## Память
5 марта 1938 году одна из улиц Севастополя (бывшая Вторая Цыганская) названа в его честь.